# Wahrheitskommission
Wahrheitskommissionen wurden um die 1990er-Jahre in einigen Staaten infolge bewaffneter Konflikte oder nach dem Ende menschenrechtsverletzender Regime von staatlichen Institutionen einberufen oder gründeten sich als Bürgerinitiative. Ihr Anliegen war die Ermittlung bzw. Aufklärung von politischen Strafangelegenheiten, die Gewährung von Amnestieentscheidungen und die Wiedergutmachung.

## Geschichte
Der Hauptimpuls für die Einberufung sogenannter Wahrheitskommissionen kam hauptsächlich von südamerikanischen Menschenrechtsaktivisten. In Südamerika kam es in den 1970er und 1980er Jahren zum Sturz zahlreicher diktatorischer Regime. Die Forderung, die „Wahrheit“ über die Menschenrechtsverletzungen unter den Diktaturen bekannt zu machen, gehörte zu den wichtigsten Anliegen der südamerikanischen Regimegegner. Die Konjunktur der Menschenrechte seit den 1970er Jahren hatte jenen Dissidenten Auftrieb gegeben, deren Widerstand nicht im gewaltsamen Kampf bestand, sondern in der Aufklärung über Verbrechen der Juntas. Mitte 1990, wenige Monate, nachdem Chile zur Demokratie zurückgekehrt war, setzte Präsident Patricio Aylwin eine Wahrheits- und Versöhnungskommission ein. Bereits zuvor war es in Bolivien und Argentinien zur Einrichtung von Kommissionen gekommen, die die Aufarbeitung der Verbrechen der vorangegangenen Zeit der Diktaturen aufarbeiten sollten. Neu an der chilenischen Wahrheitskommission war indes, dass diese nicht nur die Aufklärung der „Wahrheit“ als Ziel ihrer Aufarbeitungsarbeit definierte, sondern auch das der „nationalen Versöhnung“. Die Idee hinter solchen Begriffen war, dass mithilfe einer erkennbaren Wahrheit die Spaltung der Gesellschaft in zwei Lager mit jeweils unterschiedlichen Deutungen der Vergangenheit verhindert werden könnte.
Mit dem Ende der Diktaturen in Osteuropa und der Apartheid in Südafrika Anfang der 1990er Jahre wurde der Bericht der chilenischen Wahrheitskommission, bei aller Kritik an seiner Beschränkung auf politische Morde, zum Impulsgeber für die Einsetzung weiterer Wahrheitskommissionen. Experten verschiedener Staaten trafen sich zu internationalen Konferenzen, um darüber zu diskutieren, wie man den Übergang zur Demokratie bewerkstelligen könne und welche Rolle dabei die Auseinandersetzung mit vergangenen Verbrechen zu spielen habe. Die Wahrheits- und Versöhnungskommission, die von 1996 bis 1998 in Südafrika tätig war, um die Verbrechen des Apartheid-Regimes aufzuarbeiten, lehnte sich, wie auch ihr Name schon verrät, direkt an das chilenische Vorbild an. Die südafrikanische Kommission gilt heute als Vorbild für die meisten späteren Wahrheitskommissionen. Als die weltweit größte Wahrheitskommission gilt die Comisión para el Esclarecimiento de la Verdad, la Convivencia y la No repetición in Kolumbien („Kommission zur Erhellung der Wahrheit, für das Zusammenleben und gegen eine Wiederholung“), die rund 1200 Mitarbeiter beschäftigt.
Die kanadische Regierung übte im 19. und 20. Jahrhundert eine Politik des kulturellen Genozids aus. Grundlage für den Genozid war eine Richtlinie, die ausdrücklich vorgab, die Ureinwohner Kanadas auszugrenzen und ihre Kultur zu zerstören. 2015 veröffentlichte die kanadische Kommission für Wahrheit und Versöhnung (Truth and Reconciliation Commission of Canada, TRC) den Abschlussbericht, der sich auf über 6750 Zeugenaussagen von Überlebenden und ehemaligen Mitarbeitern von Internatsschulen für Eingeborene stützt. Es wird vermutet, dass bis zur Freigabe des TRC-Berichtes vier Millionen indigene Kinder in den Residential Schools und vergleichbaren Institutionen gestorben sind; ihre Grabstellen wurden oft verschleiert, um die Morde zu kaschieren. Literarisch verarbeitet wurde das Thema in einem Buch für ältere Kinder und Jugendliche Speaking Our Truth: A Journey to Reconciliation von Monique Gray Smith. Künstlerisch eindrücklich dargestellt hat den gewaltsamen Raub der Kinder aus den Armen der indianischen Mütter, unter bewaffnetem Einsatz von Mounties und von katholischen Geistlichen und Nonnen, 2017 Kent Monkmanns The scream.

## Beispiele für Wahrheitskommissionen
- Argentinien: Madres de Plaza de Mayo, deutsch: „Mütter des Platzes der Mairevolution“ (seit 1977)
- Argentinien: Comisión Nacional sobre la Desaparición de Personas, deutsch: „Nationalkommission über das Verschwinden von Personen“ (1983–1984)
- Brasilien: „Brasilianische Wahrheitskommission“ (ab 2011)
- Chile: Comisión Nacional de Verdad y Reconciliación, auch „Rettig-Kommission“, nach Senator Raúl Rettig (1990–1991)
- Chile: Corporación Nacional de Reparación y Reconciliación, deutsch: „Nationale Entschädigungs- und Versöhnungskörperschaft“ (1992–1997)[6]
- Chile: Comisión Nacional de Prisión Política y Tortura, auch „Valech-Kommission“ (2001–2005)
- El Salvador: Comisión de la Verdad para El Salvador, deutsch: „Wahrheitskommission für El Salvador“ (1992–1993)
- Elfenbeinküste: „Wahrheits- und Versöhnungskommission“ (ab 2011)
- Guatemala: Recuperación de la Memoria Histórica, abgekürzt: REMHI, deutsch: „Projekt zur Wiedererlangung des historischen Gedächtnisses“[7]
- Guatemala: Comisión para el Esclarecimiento Histórico (1994–1999)
- BR Jugoslawien: Komisije za istinu i pomirenje, deutsch: „Kommission für Wahrheit und Versöhnung“ (2002–2003)
- Kanada: Truth and Reconciliation Commission of Canada, abgekürzt: TRC, deutsch: „Wahrheits- und Versöhnungskommission Kanadas“, Schwerpunkt auf Residential Schools (2008–2015)
- Kolumbien: Comisión para el Esclarecimiento de la Verdad, la Convivencia y la No repetición (CEV), deutsch: „Kommission zur Erhellung der Wahrheit, für das Zusammenleben und gegen eine Wiederholung“ (ab 2017)
- Liberia: „Wahrheitskommission Liberia“ (ab 2005)
- Marokko: „Wahrheitskommission Marokko“ (ab 2004)
- Mexiko: „Wahrheitskommission zum Konflikt in Oaxaca“ (ab 2014)
- Osttimor: „Wahrheits- und Freundschaftskommission“ (2007–2008)
- Peru: „Kommission für Wahrheit und Versöhnung“ (2001–2003)
- Sierra Leone: Sierra Leone Truth and Reconciliation Commission (2002–2004)
- Sri Lanka: „Kommission für gelernte Lektionen und Versöhnung“, abgekürzt: LLRC
- Salomonen: Truth and Reconciliation Commission (ab 2008)
- Südafrika: Truth and Reconciliation Commission, deutsch: „Wahrheits- und Versöhnungskommission“ (1996–1998)
- Südkorea: „Kommission für Wahrheit und Versöhnung“ (ab 2005)
- Tunesien: „Kommission für Wahrheit und Würde“ (2014–2018)

Im nordirischen Friedensprozess galt und gilt aus loyalistischer und unionistischer Perspektive die Bereitschaft der IRA wie ihrer politischen Vertreter, das Verbleiben der Verschwundenen aufzuklären und die Schuld an ihrem Tod einzugestehen, als wichtiger Meilenstein. Die mangelnde Bereitschaft dazu ist auch eines der Hindernisse auf dem Weg zu einer – von der Sinn Féin geforderten – nordirischen Wahrheitskommission nach südafrikanischem Vorbild gewesen.